# Hôn nhân cùng giới ở Saskatchewan
Hôn nhân cùng giới ở Saskatchewan hợp pháp từ 5 tháng 11, 2004. Saskatchewan trở thành quyền tài phán thứ bảy ở Canada (và thứ mười trên thế giới) mở rộng hôn nhân dân sự cho các cặp đồng tính, sau Hà Lan, Bỉ, Ontario, British Columbia, Québec, Massachusetts, Yukon, Manitoba và Nova Scotia.

## Thống kê hôn nhân
Điều tra dân số Canada 2016 cho thấy có 1.070 cặp đồng tính sống ở Saskatchewan.